# AIDS kao profesionalna bolest
| > 20% 15 - 20% 5 - 10% 2 - 5% 1 - 2% | 0,5 - 1% 0,1 - 0,5% > 0,1% Bez podataka |

AIDS kao profesionalna bolest može biti priznata od strane stručnjaka medicine rada, ukoliko je radnik u procesu rada bio u kontaktu sa uzročnikom ove bolesti. Kako se AIDS ili sindrom stečene imunodeficijencije prevashodno prenosi seksualnim putem i krvlju, pod povećanim rizikom da obole nisu samo homoseksualaci, prostitutke, promiskuitetne osobe, intravenski narkomani, deca majki koje su obolele od AIDS, već i osobe koje su primile krv transfuzijom i zdravstveni i drugi radnici. Rizik od infekcije nakon uboda na iglu ili oštricu instrumenta je 0,4-0,5%. Do infekcije može doći i posle kontaminacije sluzokoža inficiranih krvlju u toku opsluživanja obolelih od AIDS. Iako je HIV izolovan i iz suza, pljuvačke, cervikalnog i vaginalnog sekreta, urina i majčinog mleka, do sada nije dokazano da je kontakt sa ovim telesnim tečnostima rizičan.

## Rizična zanimanja
Zanimanja koja su pod rizikom od HIV infekcije uključuju:
- lekare, stomatologe
- medicinske tehničare
- radnike u laboratorijama
- vadioce krvi
- radnike na održavanju u zdravstvenim ustanovama
- terapeute disanja
- poštanske radnike
- turističke, ugostiteljske i saobraćajne radnike

## Uslovi da AIDS bude proglašen profesionalnom bolešću
Prvu grupu profesionalnih bolesti u Srbiji čine razna trovanja, odnosno bolesti izazvane hemijskim dejstvom. Druga grupa su oboljenja izazvana fizičkim dejstvima, kao što su razna zračenja, buka, vibracije. U trećoj grupi su takozvane uvezene bolesti, gde spada AIDS i tuberkuloza, na primer. Četvrtu grupu čine plućne bolesti. Većina evropskih zemalja, za razliku od Srbije, kao profesionalne priznaje i druge bolesti ukoliko se dokaže njihova neposredna veza sa radnim mestom, odnosno sa štetnostima i opasnostima određenog posla. 
Da bi se AIDS proglasila profesionalnom bolešću kod nekog radnika (zaposlenog) potrebno je utvrditi:
- Da je oboleli radnik radio na poslovima i radnim mestimana na kojima je ostvario parenteralni kontakt sa uzročnikom bolesti (medicinski radnik, carinik, policajac itd);
- Dokaz o kontaktu sa uzročnikom na radnom mestu (overen opis poslova radnog mesta, izveštaj o povredi na radu, prostorna i vremenska povezanost sa uzročnikom);
- Serološka reakcija na AIDS je parametar koji podrazumeva prelazak latentnog stanja u manifestni oblik (dijagnoza utvrđena od strane specijaliste za infektivne bolesti);
- Dokazi iz kojih se stiče uvid u aktuelnu epidemiološku situaciju, ličnu, u porodici i u okolini, van radne sredine (podaci ordinirajućeg lekara o oboljevanju članova porodice).

## Procena radne sposobnosti obolelog od AIDS
Privremena sprečenost za rad
Odluka o privremenoj sprečenost za rad donosi se u egzacerbacijama infekcije i traje do potpunog saniranja infekcije i stabilizacije opšteg stanja bolesnika.
Trajna sprečenost za rad
Da li će bolesnik dobiti trajnu ocenu radne sposobnosti zavisi od stadijuma bolesti, stanja imunološkog sistema i vrste posla. 
Osobe koje su samo inficirane virusom HIV-a i one kod kojih postoje oportunističke infekcije, a nisu u akutnoj fazi bolesti, nisu sposobne za poslove:
- na kojima bi zaposleni moglo da dođe u kontakt sa derivatima krvi;
- zdravstvenih radnika;
- za rad u kuhinjama i na mestima gde se priprema i distribuira hrana;
- u vrtićima;
- na kojima postoji povećana mogućnost infekcija.

U uznapredovalom stadijumu AIDS bolesti oboleli nisu sposobni za bilo koji posao i šalju se u invalidsku penziju.

## Literatura
- Vidaković A,editor. Medicina rada I. Beograd:Udruženje za medicinu rada;1997.
- Vidaković A,editor. Medicina rada II. Beograd:Udruženje za medicinu rada;1997.
- Vidaković A. Profesionalna toksikologija. Beograd: Udruženje toksikologa Jugoslavije;2000.
- Šarić M, Žuškin E, editor. Medicina rada i okoliša. Zagreb: Medicinska naklada; 2002.
- Gochfeld M (2005). „Occupational medicine practice in the United States since the industrial revolution.”. J Occup Environ Med. 47: 115—131..

## Spoljašnje veze
- Guidelines on HIV and AIDS for the postal sector
- HIV and AIDS: Guide for tourism sector

|  | Molimo Vas, obratite pažnju na važno upozorenje u vezi sa temama iz oblasti medicine (zdravlja). |